# Phường 8, Quận 4
Phường 8 là một phường cũ thuộc Quận 4, Thành phố Hồ Chí Minh, Việt Nam.
Phường 8 có diện tích 0,16 km², dân số năm 2021 là 15.202 người,  mật độ dân số đạt 95.012 người/km².
Đến ngày 1 tháng 1 năm 2025, phường 10 cùng quận chính thức bị giải thể và sáp nhập vào phường 8.